# Вільна (альбом)
Вільна — перший студійний та концертний альбом співачки Ілларії, записаний 1 червня 2008 року у Києві. Стилістика дебютного альбому Ілларії виходить далеко за межі конкретного музичного напрямку. У своїй музиці ILLARIA поєднує елементи world music, new age та арт-поп-року.
Результатом творчих експериментів стало написання низки творів, 15 з яких увійшли до платівки «Вільна» — авторських композицій співачки та двох оригінальних кавер-версій старовинних українських пісень. Запис альбому відбувся на провідних київських студіях «Leon recods», «На Хаті Records» та «Кофеїн». Мастеринг альбому здійснений Євгеном Положишніковим на студії «Мастерская Евгения Положишникова».
До запису також долучилися відомі київські музиканти Олександр Мілов, Костянтин Сухоносов, Антон Бєлко, Таня Ша, Микола Кірсанов, Антон Корольов, Дмитро Данов, Анатолій Гаврилов та інші, а також постійні музиканти проєкту ILLARIA: Олександр Ганжа, Іван Сергєєв та Микола Ногай.
Реліз альбому «Вільна» відбувся 17 грудня 2010 року в клубі «Київ».

## Список композицій
- Intro
- ILLARIA
- Падай
- Свічадо
- Світ мій
- Грім
- Засинай
- Вільна
- Долиною
- Рано
- Я літаю
- Чого ж мені сумно (українська народна пісня)
- Відьма
- Небо
- Ой верше, мій верше (українська народна пісня)

Бонус трек
1. Не відпускай

Відео
1. Вільна (фотокліп)
2. Верше
3. Не відпускай